# أسط
أسَط جنس من الرخويات البحرية ذوات الصدفتين في فصيلة السحاليات. يتميز بقنابه العميق وبالشوك المسطوح المقوس القائم عند فجوة القناب مع العديد من الممصات.